# Dienerella inflatipennis
Dienerella inflatipennis là một loài bọ cánh cứng trong họ Latridiidae. Loài này được Motschulsky miêu tả khoa học năm 1866.